# Srebrny Niedźwiedź za wybitne osiągnięcie artystyczne
Srebrny Niedźwiedź za wybitne osiągnięcie artystyczne (niem. Silberner Bär/Herausragende künstlerische Leistung) – nagroda przyznawana corocznie od 2008 na Międzynarodowym Festiwalu Filmowym w Berlinie. Wyróżnienie przyznaje jednemu z filmów konkursu głównego międzynarodowe jury. Nagrodę otrzymuje artysta lub technik odpowiedzialny za wizualno-artystyczny kształt filmu, np. operator, kompozytor, scenograf, kostiumograf, montażysta lub dźwiękowiec. Jak dotychczas najczęściej nagradzani są nią operatorzy filmowi.
Jedynym polskim twórcą uhonorowanym tą nagrodą jest operator Wojciech Staroń (2011).

## Laureaci
| Rok  | Kraj            | Laureat                                  | Kategoria              | Tytuł polski               | Tytuł oryginalny                                         |
| ---- | --------------- | ---------------------------------------- | ---------------------- | -------------------------- | -------------------------------------------------------- |
| 2008 | Wielka Brytania | Jonny Greenwood                          | Muzyka                 | Aż poleje się krew         | There Will Be Blood                                      |
| 2009 | Węgry           | Gábor Erdély György Kovács Tamás Székely | Dźwięk                 | Katalin Varga              | Katalin Varga                                            |
| 2010 | Rosja           | Pawieł Kostomarow                        | Zdjęcia                | Jak spędziłem koniec lata  | Как я провёл этим летом Kak ja prowioł etim lietom       |
| 2011 | Meksyk · Polska | Barbara Enriquez Wojciech Staroń         | Scenografia Zdjęcia    | Nagroda                    | El premio                                                |
| 2012 | Niemcy          | Lutz Reitemeier                          | Zdjęcia                | Równina białego jelenia    | 白鹿原 Bai lu yuan                                       |
| 2013 | Kazachstan      | Aziz Żambakijew                          | Zdjęcia                | Lekcje harmonii            | Асланның сабақтары Uroki garmonii                        |
| 2014 |                 | Zeng Jian                                | Zdjęcia                | Masaż niewidomych          | 推拿 Tui na                                              |
| 2015 | Norwegia        | Sturla Brandth Grøvlen                   | Zdjęcia                | Victoria                   | Victoria                                                 |
| 2015 | Ukraina · Rosja | Siergiej Michalczuk Jewgienij Priwin     | Zdjęcia                | Pod elektrycznymi chmurami | Под электрическими облаками Pod elektriczeskimi obłakami |
| 2016 |                 | Mark Lee Ping-Bing                       | Zdjęcia                | Rzeka czasu                | 长江图 Chang jiang tu                                    |
| 2017 | Rumunia         | Dana Bunescu                             | Montaż                 | Ana, mon amour             | Ana, mon amour                                           |
| 2018 | Rosja           | Jelena Okopnaja                          | Scenografia i kostiumy | Dowłatow                   | Довлатов Dowłatow                                        |
| 2019 | Dania           | Rasmus Videbæk                           | Zdjęcia                | Kradnąc konie              | Ut og stjæle hester                                      |
| 2020 | Niemcy          | Jürgen Jürges                            | Zdjęcia                | DAU. Natasza               | ДАУ. Наташа DAU. Natasza                                 |
| 2021 | Meksyk          | Yibrán Asuad                             | Montaż                 | Film o policjantach        | Una película de policías                                 |
| 2022 | Kambodża        | Rithy Panh Sarith Mang                   | Strona wizualna        | Wszystko będzie dobrze     | Everything Will Be OK                                    |
| 2023 | Francja         | Hélène Louvart                           | Zdjęcia                | Disco Boy                  | Disco Boy                                                |
| 2024 | Austria         | Martin Gschlacht                         | Zdjęcia                | Kąpiel diabła              | Des Teufels Bad                                          |
| 2025 | Francja         | Lucile Hadžihalilović i ekipa filmu      | Wkład artystyczny      | Wieża z lodu               | La tour de glace                                         |